# Kongernes konge! Ene du kan
"Kongernes konge!",  oprindeligt "Bøn for Danmark", er en dansk sang, som blev skrevet i 1848 af Adolph Recke og fik melodi af Emil Horneman samme år.
Den blev sunget første gang ved en koncert i Tivoli 16. september 1848. I marts havde slesvig-holstenerne krævet Slesvigs optagelse i det tyske forbund. Kravet blev afvist af den danske regering, og 9. april 1848 var Treårskrigen indledt.
I dag spilles "Kongernes Konge", når kisten med faldne danske soldater fra udenlandske missioner bæres ud af flyet, og den er i dag kendt som "Hærens Salme".